# Кирилл III (архиепископ Кипрский)
Архиепи́скоп Кири́лл III (греч. Αρχιεπίσκοπος Κύριλλος Γ΄, прозванный Кириллуди, греч. Κυριλλούδι, в миру Панайо́тис Васили́у, греч. Παναγιώτης Βασιλείου; 1859, деревня Прастио, Кипр — 16 ноября 1933, Никосия, Кипр) — епископ Кипрской православной церкви, Архиепископ Новой Юстинианы и всего Кипра.

## Биография
Родился в 1859 году в деревне Прастио в Месаории.
В возрасте 13 лет поступил Монастырь Святого Пантелеимона в деревне Мирту вблизи Кирении.
Окончил гимназию в Лимасоле. Окончил Богословский и филологический факультеты Афинского университета, который окончил в 1890 году. Вернулся на Кипр и стал учителем и проповедником в Лимасоле.
16 апреля 1895 года был избран митрополитом Киренийским.
22 мая 1900 года умер архиепископ Кипрский Софроний III. После этого в клире Кипрская Православной Церкви осталась два иерарха: митрополитом Китийский Кирилл (Пападопулос), прозванным Кириллацосом, и митрополитом Киринийский Кирилл (Василиу), прозванным Кириллудисом. Оба выдвигались кандидатами на пост Архиепископа Кипрского, и ни один из них не желал уступать другому. Отсутствие прочих иерархов в Синоде делало невозможным избрание большинством. Не было чётко прописанной процедуры избрания архиепископа. Не было среди двух претендентов на архиепископский престол и явного фаворита. В результате возник острый антагонизм между двумя Кириллами, вошедший в историю Кипра как «архиепископский вопрос». Сам народ разделился на сторонников митрополита Китийского Кирилла — «китийцев» и сторонников митрополита Керинийского Кирилла — «керинийцев». Это противоборство было не только долговременным, но и особенно острым. Каждый из двух митрополитов Кириллов выражал свою линию по национальному вопросу Кипра. Сторонники двух Кирилов, китийцы и керинийцы, стали известны также под характеристиками умеренные и непримиримые, в силу политической линии каждой из сторон.
Константинопольская Патриархия после обсуждения с англичанами приняла решение самостоятельно избрать нового архиепископа Кипрского: 9 февраля 1908 года Синод Константинопольского Патриархата единогласно избрал на эту должность митрополита Керинийского Кирилла. «Керинийцы» праздновали. Реакция «китийцев» была немедленной и решительной: массы «китийцев» собрались в Никосии с греческими флагами, скандируя лозунги. Между тем, «керинийцы» заняли архиепископию в которой находились как Кирилл Китийский так и Кирилл Керинийский, и требовали начать процедуру возведения на трон. Британские власти во избежание кровопролития выдворили людей из архиепископии и перевезли двух митрополитов в здание губернатора. Тогда Кирилл Керинийский, опасаясь кровопролития, объявил, что не принимает своего избрания, поскольку не хотел, по его выражению, шагать по трупам. Однако столкновений и камнеметаний избежать не удалось, и губернатор объявил о введении военного положения.
11 ноября 1916 года, после смерти Архиепископа Кирилла II, он был избран архиепископом Кипрским. Его оппонентами на этих выборах были митрополит Китийский Мелетий (Метаксакис), настоятель Киккского монастыря архимандрит Клеопа (Пападимитриу) и архимандрит Макарий (Мириантеас), сменивший позже Кирилла на посту предстоятеля Кипрской церкви.
С целью подготовки образованнейших священнослужителей своей Церкви, учредил на факультете специальную стипендию для изучающих богословие клириков с острова. Архиепископ установил также особую премию, выдаваемую раз в четыре года за наиболее интересные труды по церковной или гражданской истории Кипра.
Отличался мягким характером и строгой подвижнической жизнью. Был более умеренным, чем его предшественник Кирилл II, вследствие чего был обвинён в излишней лояльности к британскими оккупационным властям Кипра. Он также был избран в качестве одного из 6 христианских законодателей в кипрском парламенте.
Скончался 16 ноября 1933 года от плеврита.
В марте 2010 года его могила подверглась нападению вандалов.